# Мейнгард III
Мейнгард III (нем. Meinhard III.; 9 февраля 1344, Ландсхут — 13 января 1363, Замок Тироль, Южный Тироль) — граф Тироля и герцог Верхней Баварии в 1361 года из династии Виттельсбахов.

## Биография
Мейнгард III был сыном Людвига V, герцога Баварии, и Маргариты Маульташ, графини Тироля. По материнской линии он являлся последним представителем Горицко-Тирольского дома.
В 1361 году, после смерти своего отца, Мейнгард III взошёл на престол Верхней Баварии и стал соправителем своей матери в Тироле. Поскольку Мейнгард был ещё молод, большое влияние на него оказывали его дядья, герцоги Нижней Баварии. Его правление, однако, продолжалось недолго: в 1363 году Мейнхард III неожиданно скончался в своей тирольской столице.
Смерть сына побудила графиню Маргариту уступить настойчивым требованиям австрийского герцога Рудольфа IV Габсбурга. Она отреклась от тирольского престола в его пользу и, таким образом, Тироль вошёл в состав Австрийской монархии. Попытки Стефана II, герцога Нижней Баварии, силой вернуть графство Виттельсбахам не увенчались успехом: австрийцы нанесли поражение баварским войскам, и Стефан II был вынужден ограничиться присоединением верхнебаварских владений Мейнгарда II, признав Тироль собственностью Габсбургов.